# Písek, Hradec Králové
Písek là một làng thuộc huyện Hradec Králové, vùng Královéhradecký, Cộng hòa Séc.